# Elena de Borbón
Elena de Borbón y Grecia (Elena María Isabel Dominica de Silos de Borbón y Grecia; Madrid, España 20 de diciembre de 1963) es una infanta española, hija primogénita del rey Juan Carlos I y la reina Sofía, y hermana del actual rey de España, Felipe VI. Como tal, ocupa el tercer lugar en la línea de sucesión al trono, después de sus sobrinas, la princesa Leonor y la infanta Sofía.
El 3 de marzo de 1995, con motivo de su matrimonio con Jaime de Marichalar y Sáenz de Tejada, señor de Tejada, su padre le concedió el título de duquesa de Lugo. Este título, como título de la Casa Real, le fue concedido de forma vitalicia, sin posibilidad de que sus descendientes lo hereden.
Desde la proclamación de su hermano menor como rey, Elena no forma parte de la familia real. Sin embargo, tal como lo hizo durante el reinado de su padre, actualmente representa a la Corona cuando así lo requiere el monarca. También ha representado a su familia en el extranjero en varias ocasiones, habiendo viajado a Alemania, Reino Unido, Estados Unidos, Argentina, Japón, Perú y Filipinas.

## Primeros años y familia

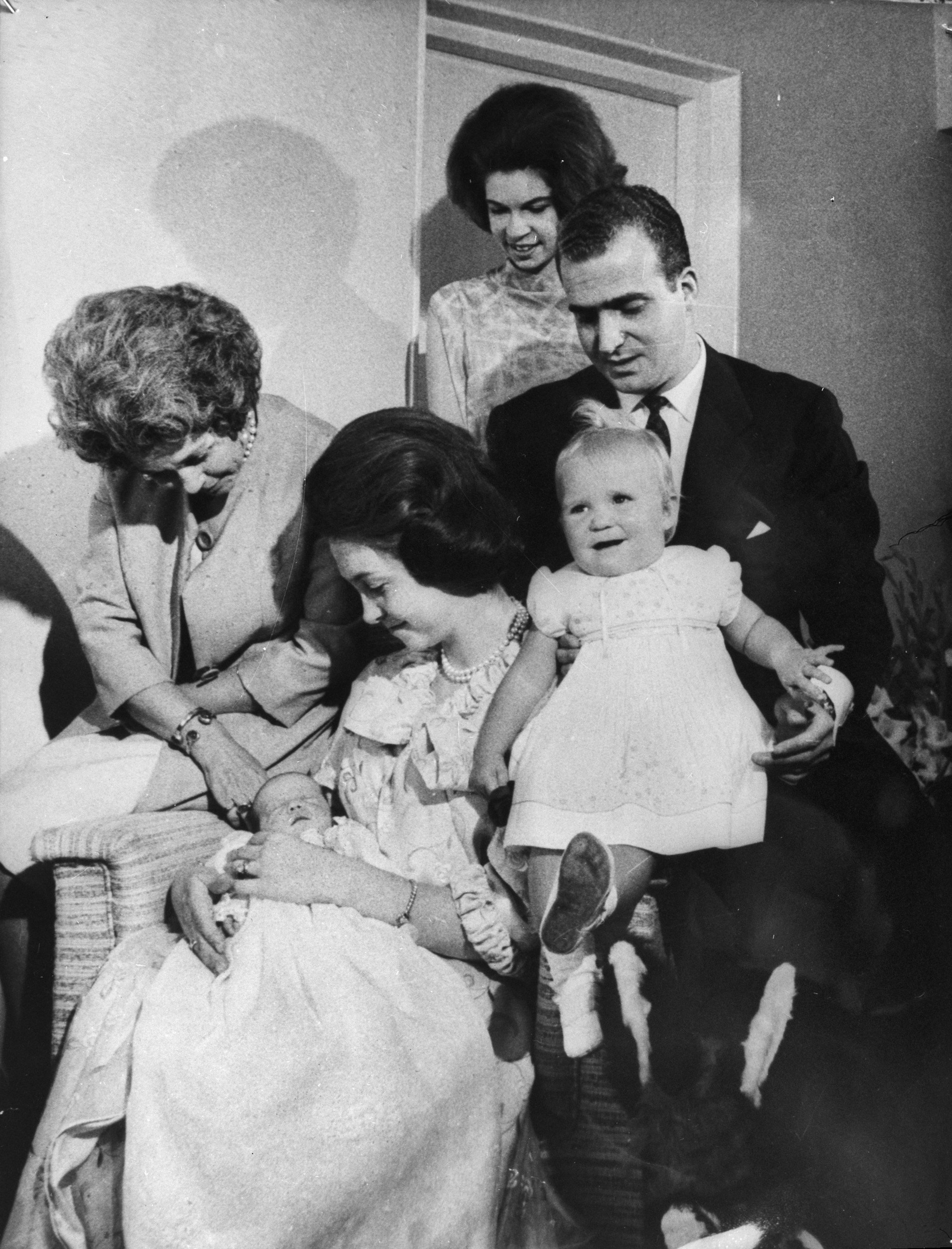
La infanta Elena, sobre el rey Juan Carlos, tras el nacimiento de su hermana Cristina.

Elena María Isabel Dominica de Silos de Borbón y Grecia nació en la Clínica Nuestra Señora de Loreto de Madrid el 20 de diciembre de 1963, a las 14:10. Fue bautizada por el nuncio apostólico en España, Antonio Riberi, el 27 de diciembre del mismo año en el palacio de La Zarzuela. Sus padrinos fueron su abuela paterna, la princesa María de las Mercedes de Borbón y Orleans, condesa de Barcelona, y el infante Alfonso de Orleans y Borbón.
Cursó sus estudios primarios en el Colegio de Santa María del Camino y, a continuación, estudió magisterio en la Escuela Universitaria ESCUNI de Madrid, diplomándose en 1986 como maestra de Educación General Básica en la especialidad de inglés. Posteriormente, se trasladó a París para estudiar literatura francesa; fue durante su estancia en la capital francesa cuando conoció a su futuro marido.
A continuación trabajó como profesora de inglés en el Colegio de Santa María del Camino y luego efectuó un curso especializado de Sociología y Educación en Exeter (Reino Unido), completando sus estudios en la Universidad Pontificia Comillas de Madrid, donde obtuvo la licenciatura en Ciencias de la Educación en junio de 1993. Además de español, la infanta también habla inglés y francés.

## Equitación
Desde pequeña Elena mostró una especial preferencia por la equitación, pasión que heredó de su abuela, la princesa María de las Mercedes, condesa consorte de Barcelona. Fue durante su adolescencia cuando empezó a hacerse un nombre en el mundo del salto ecuestre. Debutó en competición oficial en 1982 en el Club de Campo Villa de Madrid. Posteriormente, a finales de los años 1980 el rey Juan Carlos ordenó la construcción de unas cuadras y un picadero en el Palacio de la Zarzuela para que su hija pudiera practicar su afición en palacio. Desde el año 2023, aunque ya no reside en Zarzuela ni forma parte de la familia real, sigue utilizando estas instalaciones que sostiene económicamente ella misma.
Elena fue descrita por su compañero ecuestre Luis Jaime Carvajal y Salas, V duque de Aveyro, como una «muy buena [jinete]», pero señaló que su problema era que «requiere tiempo y ella no lo tiene» (como miembro de la familia real).
Entre los caballos más destacados de la infanta se encuentran Qant (su caballo favorito desde 2011) y Jordano EB (sucesor de Qant), un caballo castaño que ella misma crio. En 2016, Elena poseía al menos ocho caballos diferentes.
Elena ha tenido varios profesores de equitación; desde que dejó la familia real, no ha tenido uno oficial. Los más relevantes son Felipe de Zuleta y Alejandro entre 2006 y 2015, oficial de la Guardia Real y hermano del duque de Abrantes, secretario privado de la reina Letizia entre 2014 y 2024, y Luis Astolfi Pérez de Guzmán, exnovio y actualmente amigo íntimo de la infanta. Luis y Elena retomaron su amistad en 2013 después de muchos años sin contacto.
Comparte esta afición con su hija, Victoria Federica, además de las corridas de toros.

## Matrimonio y descendencia

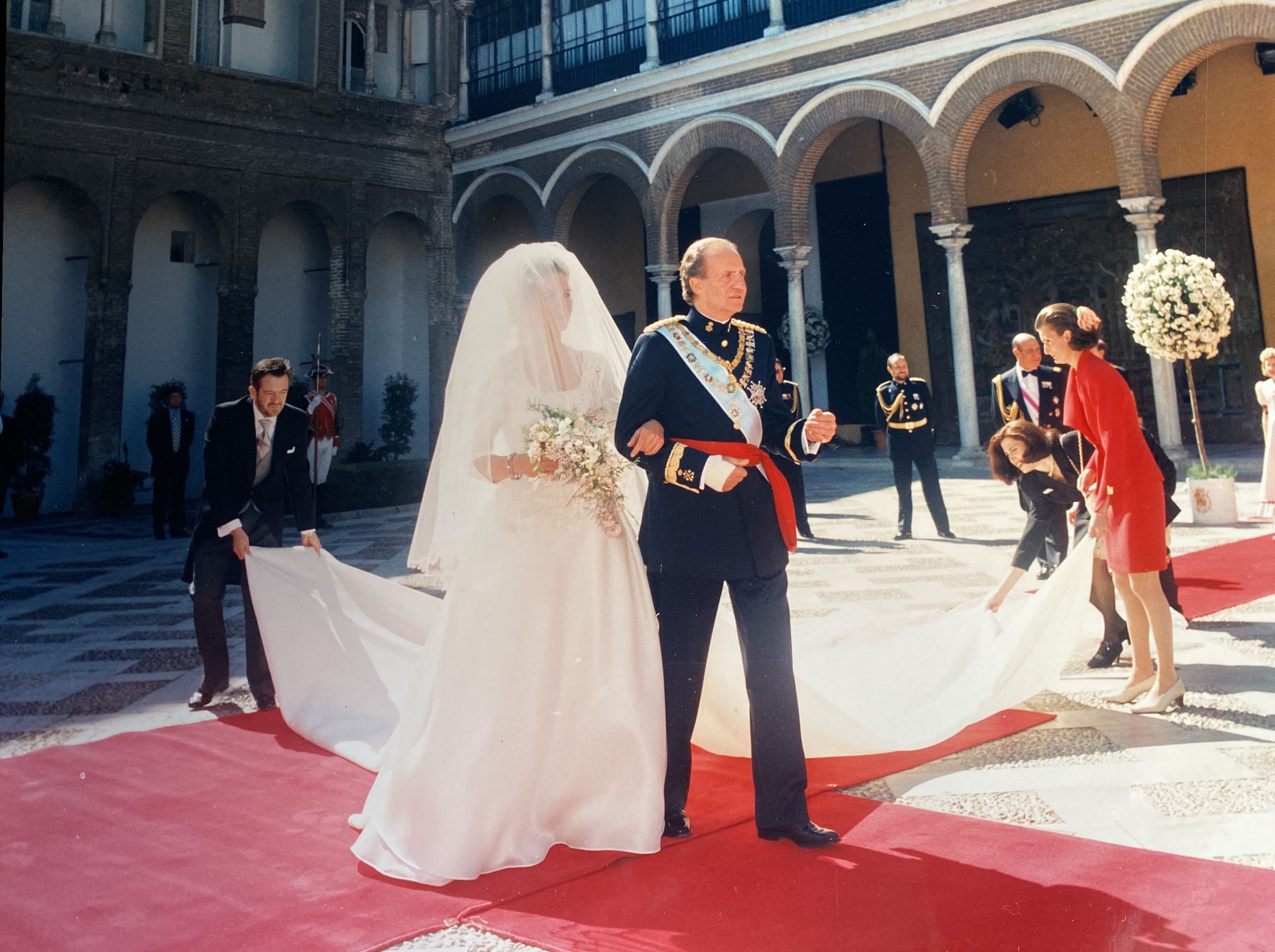
Elena y su padre, el rey Juan Carlos, el día de la boda.

El 23 de noviembre de 1994 se comunicó oficialmente que la Infanta contraería matrimonio con el aristócrata Jaime de Marichalar y Sáenz de Tejada, hijo de los condes de Ripalda. La pareja se habría conocido en 1993 mediante amigos en común, aunque otras publicaciones han asegurado que coincidieron en cursos avanzados de lengua francesa, dictados por la Universidad de La Sorbona en 1987. El 26 de noviembre, a pocos días del comunicado oficial, tuvo lugar el compromiso matrimonial en el palacio de La Zarzuela.
El matrimonio tendría lugar el 18 de marzo de 1995 en el Altar Mayor de la Catedral de Sevilla. Con ocasión a la boda, la primera de un vástago de monarca en funciones desde el 13 de mayo de 1868, cuando fue la boda de la infanta Isabel, el rey le concedió el título de duquesa de Lugo. Además la infanta fue recibida como dama divisera hijadalgo del Ilustre Solar de Tejada. Fruto del matrimonio, tuvieron dos hijos:
- Felipe Juan Froilán de Marichalar y Borbón, grande de España, nacido el 17 de julio de 1998, en Madrid.
- Victoria Federica de Marichalar y Borbón, grande de España, nacida el 9 de septiembre de 2000, en Madrid.

En junio del año 2003, tan sólo un día después de haber anunciado a los medios el rey Juan Carlos que la infanta Elena estaba embarazada, se informó que la infanta había sufrido un aborto espontáneo del que habría sido el tercer hijo de los duques de Lugo.

### Divorcio
El 13 de noviembre de 2007, la Casa Real anunció el "cese temporal de su convivencia matrimonial" con el duque de Lugo, afirmando que ello no significaba la separación definitiva y permitiendo, mientras durase la separación, que Jaime de Marichalar siguiera utilizando el título de duque de Lugo en su condición de consorte. Tras trece años de matrimonio, la infanta Elena se trasladó a otro domicilio en una urbanización cercana al antiguo domicilio de la pareja. Algunas informaciones al respecto fueron motivo de polémica mediática, como los presuntos problemas surgidos en relación con los hijos menores y, en mayor medida, el hecho de que, según la revista Época, por parte de la infanta se alegaba contra su marido «consumo ocasional de cocaína» para justificar la solicitud de nulidad canónica.
En el mes de noviembre de 2009, diversos medios de comunicación españoles afirmaron que podría anunciarse de forma inminente el divorcio de la infanta y Jaime de Marichalar, noticia con la que se venía especulando desde el año anterior. El 25 de noviembre de 2009 los abogados de ambas partes confirmaron en una nota de prensa que los duques de Lugo habían iniciado los trámites de «mutuo y común acuerdo» con la firma de un convenio regulador. Aunque en este comunicado no se hace mención a una solicitud de la nulidad eclesiástica del matrimonio, en la prensa se publicó que ya se podían haber iniciado los primeros pasos para obtenerla. El 15 de diciembre de 2009 Jaime de Marichalar y la infanta Elena firmaron la ratificación del convenio de su divorcio ante un juez en el Juzgado de Familia número 22 de Madrid. A los duques de Lugo se les concedió el privilegio de acceder a la sede judicial por unas dependencias no abiertas al público para evitar ser vistos. Pocos días después, con la firma de la sentencia por parte del juez, se produjo el divorcio. El expediente del divorcio de los duques de Lugo fue depositado en una caja fuerte de grado de seguridad IV perteneciente al juzgado en el que se tramitó el procedimiento. Esta medida, poco habitual, se adoptó para evitar que el expediente pudiese ser sustraído.
El 21 de enero de 2010 fue inscrito, en el Registro Civil de la Familia Real, el acuerdo de divorcio con Jaime de Marichalar, quedando divorciada legalmente desde ese día, aunque ello no fue dado a conocer por la Casa Real hasta el 9 de febrero de 2010.

## Actividad laboral y empresarial
La infanta Elena compró el 10 de diciembre de 2007 Global Cinoscéfalos, una sociedad de responsabilidad limitada con un capital de 3600 € cuyo objeto social consistía, entre otros, en «el asesoramiento en materia económica contable y financiera», así como «la promoción y realización de actuaciones urbanísticas [...] para la puesta en marcha, construcción, arrendamiento o cualquier otra forma de explotación de centros comerciales de ocio u hoteles». El administrador único de esta sociedad era Luis Carlos García Revenga, asesor de las infantas Elena y Cristina y extesorero del Instituto Nóos. Diez días después de que trascendiera la noticia de la adquisición de la empresa por parte de Elena de Borbón, la Casa Real anunció el comienzo del proceso de disolución de la empresa, sin que la sociedad hubiera empezado a tener actividad.
En julio de 2008, la Casa de Su Majestad el Rey anunció el contrato de la infanta Elena por parte de la Fundación MAPFRE, en la que dirige el área de Acción Social, una de las cinco áreas de la fundación que preside José Manuel Martínez Martínez.
En el año 2008 se conoció que percibía una remuneración de 200 000 € anuales por parte de dicha fundación. La infanta reside en un piso de 468 m² en el barrio del Niño Jesús de Madrid, valorado en casi dos millones de euros.
En 2020, diversos medios de comunicación publicaron que, al menos durante tres ejercicios fiscales, la infanta Elena —al igual que su hermana Cristina— utilizó tarjetas opacas para pagar gastos personales, cuyos principales beneficiarios habrían sido sus hijos Froilán y Victoria Federica. Dichos fondos procedían de dinero sin declarar a Hacienda depositado en una cuenta oculta administrada en nombre de su padre Juan Carlos de Borbón, investigado por la Fiscalía Anticorrupción. Por este canal de financiación habrían circulado más de 250 000 €.

## Vida posterior como hermana de rey

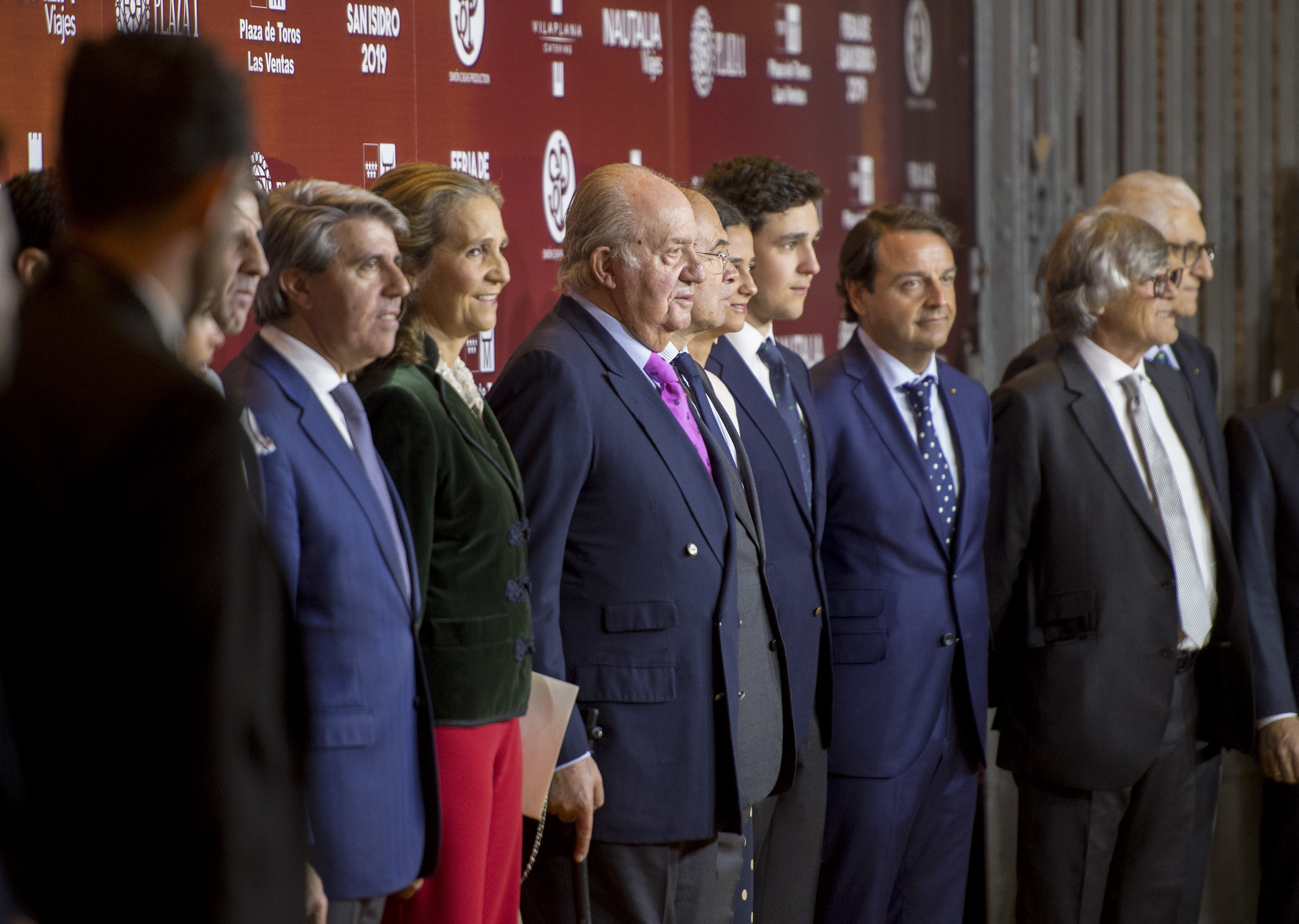
Doña Elena, su padre y sus hijos en la presentación de carteles de la Feria de San Isidro de 2019.

El 19 de junio de 2014 dejó legalmente de integrar la familia real pasando a formar parte de la «familia del rey», y sin que ello supusiese pérdida de los honores y tratamientos protocolarios adquiridos con la proclamación de Juan Carlos I, si bien Elena de Borbón dejó de percibir la asignación fija y estipulada por parte de los presupuestos para la monarquía y dejó de tener una agenda estable en el elenco de los componentes de la familia real. Aun así, la Casa del Rey registró oficialmente como actividad institucional, si bien sin reincorporarla, su concurrencia, en la Catedral de Sevilla, a las exequias de Cayetana Fitz-James Stuart y Silva, XVIII Duquesa de Alba, el viernes 21 de noviembre de 2014, hecho que fue criticado por la prensa dada su actuación solitaria, sin alguna persona todavía incluida en la menguada Familia Real. Aspecto en nada discordante, si se tiene en cuenta que fue la propia Duquesa de Lugo quien presentó las condolencias a la casa de Alba, en nombre de la Corona, cuando el funeral de Jesús Aguirre y Ortiz de Zárate, en los albores de la centuria. Además, tanto ella como su exmarido han mantenido siempre lazos muy estrechos con representantes de la aristocracia tradicional, tales como su pariente Sonia Márquez de Baviera o Pilar Medina Sidonia. La Infanta, quien confía en su hermano Felipe VI como jefe de Estado, aprovecha desde entonces para concederle más atención a su vida privada, sus aficiones y placeres tales como la hípica.
En lo que atiende a la educación de sus hijos, se ha decantado por internarlos en centros de enseñanza británicos, enviando a sus hijos Felipe y Victoria Federica, respectivamente, al Cottesmore School y al Mayfield St. Leonard's. Los padres de estos, a lo largo de catorce años de convivencia conyugal, han sido presencias más que frecuentes, prácticamente obligadas, en eventos de aristocracia y alta sociedad. Cabe destacar, igualmente, el que su percepción pública haya esquivado la degradación que en términos valorativos han sufrido tanto su hermana como cuñado, por más que haya resentido el distanciamiento entre sus dos hermanos. Su Alteza Real la Duquesa de Lugo ha sido la única en su rama genealógica en haber cultivado una relación fluida con su primo segundo Luis Alfonso de Borbón.
Puntualmente, representa a su hermano de manera oficial. Sí acude a numerosos actos sociales y culturales de forma frecuente.

## Distinciones

### Distinciones honoríficas españolas
- Gran Cruz de la Real y Distinguida Orden de Carlos III. (14/10/1988)[42]
- Gran Cruz de la Real Orden de Isabel la Católica. (04/10/1982)[43]

### Distinciones honoríficas extranjeras
- Miembro de Primera Clase de la Orden de los Tres Divinos Poderes Reino de Nepal. (19/09/1983)[44]
- Gran Cruz de la Orden de San Olaf Reino de Noruega. (29/03/1984)[45][46]
- Gran Cruz de la Orden de Orange-Nassau Reino de los Países Bajos. (08/10/1985)[47][48]
- Gran Cruz de la Orden del Halcón Islandia. (16/09/1985)[49]
- Gran Cruz de la Orden del Quetzal República de Guatemala. (01/10/1986)[50]
- Gran Cruz de la Orden de Cristo República Portuguesa. (13/10/1988)[51]
- Gran Cordón de la Orden de Leopoldo Reino de Bélgica. (19/09/1994)[52][53]
- Gran Cordón de la Orden de la Preciosa Corona Estado de Japón. (10/10/1994)[54]
- Medalla Conmemorativa del 50 Aniversario del Rey Carlos XVI Gustavo Reino de Suecia. (30/04/1996)[55]
- Gran Cruz de la Orden al Mérito de la República Italiana. (27/06/1996)[56]
- Gran Cruz de la Orden del Infante Don Enrique República Portuguesa. (23/08/1996)[51]
- Gran Decoración de Honor en Oro con Fajín de la Orden al Mérito de la República de Austria. (02/06/1997)[57][58]
- Gran Cordón de la Orden de la Estrella de Jordania Reino Hachemita. (20/10/1999)[59]
- Gran Cruz de la Orden de Adolfo de Nassau Gran Ducado de Luxemburgo. (07/05/2001)[60]
- Gran Cruz de la Orden al Mérito de Chile. (04/06/2001)[61]
- Gran Cruz de la Orden de Honor República Helénica. (25/09/2001)[62][63]
- Gran Cruz de la Orden del Sol del Perú. (05/07/2004)[64]

## Títulos y tratamientos
| ● 20 de diciembre de 1963-18 de marzo de 1995: | Su alteza real la infanta doña Elena                  |
| ● 18 de marzo de 1995-presente:                | Su alteza real la infanta doña Elena, duquesa de Lugo |

## Ancestros
|  |                                                          |  |  |  |  |  |  |  |  |  |  |  |  |  |  |  |
|  | 16. Alfonso XII, rey de España                           |  |  |  |  |  |  |  |  |  |  |  |  |  |  |  |
|  |                                                          |  |  |  |  |  |  |  |  |  |  |  |  |  |  |  |
|  |                                                          |  |  |  |  |  |  |  |  |  |  |  |  |  |  |  |
|  | 8. Alfonso XIII, rey de España                           |  |  |  |  |  |  |  |  |  |  |  |  |  |  |  |
|  |                                                          |  |  |  |  |  |  |  |  |  |  |  |  |  |  |  |
|  |                                                          |  |  |  |  |  |  |  |  |  |  |  |  |  |  |  |
|  | 17. Archiduquesa María Cristina de Austria               |  |  |  |  |  |  |  |  |  |  |  |  |  |  |  |
|  |                                                          |  |  |  |  |  |  |  |  |  |  |  |  |  |  |  |
|  |                                                          |  |  |  |  |  |  |  |  |  |  |  |  |  |  |  |
|  | 4. Infante Juan, conde de Barcelona                      |  |  |  |  |  |  |  |  |  |  |  |  |  |  |  |
|  |                                                          |  |  |  |  |  |  |  |  |  |  |  |  |  |  |  |
|  |                                                          |  |  |  |  |  |  |  |  |  |  |  |  |  |  |  |
|  | 18. Príncipe Enrique de Battenberg                       |  |  |  |  |  |  |  |  |  |  |  |  |  |  |  |
|  |                                                          |  |  |  |  |  |  |  |  |  |  |  |  |  |  |  |
|  |                                                          |  |  |  |  |  |  |  |  |  |  |  |  |  |  |  |
|  | 9. Princesa Victoria Eugenia de Battenberg               |  |  |  |  |  |  |  |  |  |  |  |  |  |  |  |
|  |                                                          |  |  |  |  |  |  |  |  |  |  |  |  |  |  |  |
|  |                                                          |  |  |  |  |  |  |  |  |  |  |  |  |  |  |  |
|  | 19. Princesa Beatriz del Reino Unido                     |  |  |  |  |  |  |  |  |  |  |  |  |  |  |  |
|  |                                                          |  |  |  |  |  |  |  |  |  |  |  |  |  |  |  |
|  |                                                          |  |  |  |  |  |  |  |  |  |  |  |  |  |  |  |
|  | 2. Juan Carlos I, rey de España                          |  |  |  |  |  |  |  |  |  |  |  |  |  |  |  |
|  |                                                          |  |  |  |  |  |  |  |  |  |  |  |  |  |  |  |
|  |                                                          |  |  |  |  |  |  |  |  |  |  |  |  |  |  |  |
|  | 20. Príncipe Alfonso, conde de Caserta                   |  |  |  |  |  |  |  |  |  |  |  |  |  |  |  |
|  |                                                          |  |  |  |  |  |  |  |  |  |  |  |  |  |  |  |
|  |                                                          |  |  |  |  |  |  |  |  |  |  |  |  |  |  |  |
|  | 10. Príncipe Carlos de Borbón-Dos Sicilias               |  |  |  |  |  |  |  |  |  |  |  |  |  |  |  |
|  |                                                          |  |  |  |  |  |  |  |  |  |  |  |  |  |  |  |
|  |                                                          |  |  |  |  |  |  |  |  |  |  |  |  |  |  |  |
|  | 21. Princesa Antonieta de las Dos Sicilias               |  |  |  |  |  |  |  |  |  |  |  |  |  |  |  |
|  |                                                          |  |  |  |  |  |  |  |  |  |  |  |  |  |  |  |
|  |                                                          |  |  |  |  |  |  |  |  |  |  |  |  |  |  |  |
|  | 5. Princesa María de las Mercedes de Borbón-Dos Sicilias |  |  |  |  |  |  |  |  |  |  |  |  |  |  |  |
|  |                                                          |  |  |  |  |  |  |  |  |  |  |  |  |  |  |  |
|  |                                                          |  |  |  |  |  |  |  |  |  |  |  |  |  |  |  |
|  | 22. Príncipe Felipe, conde de París                      |  |  |  |  |  |  |  |  |  |  |  |  |  |  |  |
|  |                                                          |  |  |  |  |  |  |  |  |  |  |  |  |  |  |  |
|  |                                                          |  |  |  |  |  |  |  |  |  |  |  |  |  |  |  |
|  | 11. Princesa Luisa de Orleans                            |  |  |  |  |  |  |  |  |  |  |  |  |  |  |  |
|  |                                                          |  |  |  |  |  |  |  |  |  |  |  |  |  |  |  |
|  |                                                          |  |  |  |  |  |  |  |  |  |  |  |  |  |  |  |
|  | 23. Princesa María Isabel de Orleans                     |  |  |  |  |  |  |  |  |  |  |  |  |  |  |  |
|  |                                                          |  |  |  |  |  |  |  |  |  |  |  |  |  |  |  |
|  |                                                          |  |  |  |  |  |  |  |  |  |  |  |  |  |  |  |
|  | 1. Infanta Elena, duquesa de Lugo                        |  |  |  |  |  |  |  |  |  |  |  |  |  |  |  |
|  |                                                          |  |  |  |  |  |  |  |  |  |  |  |  |  |  |  |
|  |                                                          |  |  |  |  |  |  |  |  |  |  |  |  |  |  |  |
|  | 24. Jorge I, rey de Grecia                               |  |  |  |  |  |  |  |  |  |  |  |  |  |  |  |
|  |                                                          |  |  |  |  |  |  |  |  |  |  |  |  |  |  |  |
|  |                                                          |  |  |  |  |  |  |  |  |  |  |  |  |  |  |  |
|  | 12. Constantino I, rey de Grecia                         |  |  |  |  |  |  |  |  |  |  |  |  |  |  |  |
|  |                                                          |  |  |  |  |  |  |  |  |  |  |  |  |  |  |  |
|  |                                                          |  |  |  |  |  |  |  |  |  |  |  |  |  |  |  |
|  | 25. Gran duquesa Olga Constantínovna de Rusia            |  |  |  |  |  |  |  |  |  |  |  |  |  |  |  |
|  |                                                          |  |  |  |  |  |  |  |  |  |  |  |  |  |  |  |
|  |                                                          |  |  |  |  |  |  |  |  |  |  |  |  |  |  |  |
|  | 6. Pablo I, rey de Grecia                                |  |  |  |  |  |  |  |  |  |  |  |  |  |  |  |
|  |                                                          |  |  |  |  |  |  |  |  |  |  |  |  |  |  |  |
|  |                                                          |  |  |  |  |  |  |  |  |  |  |  |  |  |  |  |
|  | 26. Federico III, emperador de Alemania                  |  |  |  |  |  |  |  |  |  |  |  |  |  |  |  |
|  |                                                          |  |  |  |  |  |  |  |  |  |  |  |  |  |  |  |
|  |                                                          |  |  |  |  |  |  |  |  |  |  |  |  |  |  |  |
|  | 13. Princesa Sofía de Prusia                             |  |  |  |  |  |  |  |  |  |  |  |  |  |  |  |
|  |                                                          |  |  |  |  |  |  |  |  |  |  |  |  |  |  |  |
|  |                                                          |  |  |  |  |  |  |  |  |  |  |  |  |  |  |  |
|  | 27. Victoria, princesa real                              |  |  |  |  |  |  |  |  |  |  |  |  |  |  |  |
|  |                                                          |  |  |  |  |  |  |  |  |  |  |  |  |  |  |  |
|  |                                                          |  |  |  |  |  |  |  |  |  |  |  |  |  |  |  |
|  | 3. Princesa Sofía de Grecia y Dinamarca                  |  |  |  |  |  |  |  |  |  |  |  |  |  |  |  |
|  |                                                          |  |  |  |  |  |  |  |  |  |  |  |  |  |  |  |
|  |                                                          |  |  |  |  |  |  |  |  |  |  |  |  |  |  |  |
|  | 28. Ernesto Augusto, príncipe heredero de Hanover        |  |  |  |  |  |  |  |  |  |  |  |  |  |  |  |
|  |                                                          |  |  |  |  |  |  |  |  |  |  |  |  |  |  |  |
|  |                                                          |  |  |  |  |  |  |  |  |  |  |  |  |  |  |  |
|  | 14. Ernesto Augusto, duque de Brunswick                  |  |  |  |  |  |  |  |  |  |  |  |  |  |  |  |
|  |                                                          |  |  |  |  |  |  |  |  |  |  |  |  |  |  |  |
|  |                                                          |  |  |  |  |  |  |  |  |  |  |  |  |  |  |  |
|  | 29. Princesa Thyra de Dinamarca                          |  |  |  |  |  |  |  |  |  |  |  |  |  |  |  |
|  |                                                          |  |  |  |  |  |  |  |  |  |  |  |  |  |  |  |
|  |                                                          |  |  |  |  |  |  |  |  |  |  |  |  |  |  |  |
|  | 7. Princesa Federica de Hanover                          |  |  |  |  |  |  |  |  |  |  |  |  |  |  |  |
|  |                                                          |  |  |  |  |  |  |  |  |  |  |  |  |  |  |  |
|  |                                                          |  |  |  |  |  |  |  |  |  |  |  |  |  |  |  |
|  | 30. Guillermo II, emperador de Alemania                  |  |  |  |  |  |  |  |  |  |  |  |  |  |  |  |
|  |                                                          |  |  |  |  |  |  |  |  |  |  |  |  |  |  |  |
|  |                                                          |  |  |  |  |  |  |  |  |  |  |  |  |  |  |  |
|  | 15. Princesa Victoria Luisa de Prusia                    |  |  |  |  |  |  |  |  |  |  |  |  |  |  |  |
|  |                                                          |  |  |  |  |  |  |  |  |  |  |  |  |  |  |  |
|  |                                                          |  |  |  |  |  |  |  |  |  |  |  |  |  |  |  |
|  | 31. Princesa Augusta Victoria de Schleswig-Holstein      |  |  |  |  |  |  |  |  |  |  |  |  |  |  |  |
|  |                                                          |  |  |  |  |  |  |  |  |  |  |  |  |  |  |  |
|  |                                                          |  |  |  |  |  |  |  |  |  |  |  |  |  |  |  |

| Predecesor: Sofía de Borbón y Ortiz | Línea de sucesión al trono de España 3.er lugar | Sucesor: Felipe Juan Froilán de Marichalar y Borbón |